# 锐管蚜属
锐管蚜属（学名：Acutosiphon）为蚜科的一个属。

## 下属物种
本属包括以下物种：
- 斜锐管蚜 Acutosiphon obliquoris Basu, Ghosh & Raychaudhuri, 1970